# گون ولگرن
گون ولگرن (سوئدی: Gunn Wållgren؛ ۱۶ نوامبر ۱۹۱۳ – ۴ ژوئن ۱۹۸۳) هنرپیشه اهل سوئد بود. از فیلم‌هایی که وی در آن نقش داشته است، می‌توان به فانی و الکساندر و برادران شیردل اشاره کرد.

## جوایز
- برندهٔ «جایزه یوجین اونیل» (۱۹۵۹)
- برندهٔ «جایزه منتقدان تئاتر سوئد» (۱۹۶۲)
- برندهٔ «جایزه گولدنباگ برای بهترین هنرپیشه زن» (۱۹۸۱)[۱]